# Cyanostegia
Cyanostegia  é um gênero botânico da família Lamiaceae

## Espécies
| - Cyanostegia angustifolia - Cyanostegia bunnyana - Cyanostegia corifolia - Cyanostegia cyanocalyx - Cyanostegia intermedia | - Cyanostegia lanceolata - Cyanostegia microphylla - Cyanostegia turczaninovii - Cyanostegia turczaninowii |

## Nome e referências
Cyanostegia Turczaninow, 1849